# Fotosferă

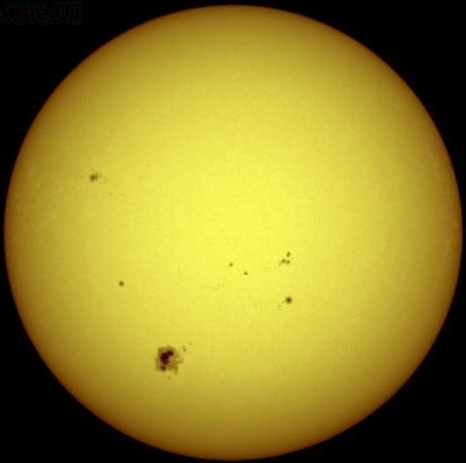
Fotosfera Soarelui

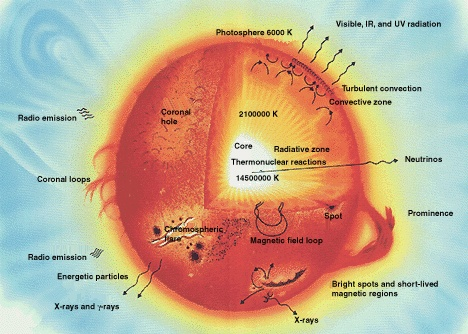

Fotosfera unui obiect astronomic este regiunea care trimite cea mai mare cantitate de lumină în exterior. Termenul în sine este derivat din greaca veche, φῶς, φωτός/phos cu sensul de „lumină” și σφαῖρα/sphaira cu sensul de „minge”, cu referire la faptul că fotosfera este o suprafață în formă de sferă care emite lumina.
Fotosfera este suprafața stelei (aflată la limita zonei convective) și începutul atmosferei. Are o structură și un conținut energetic condiționate de interiorul stelei.

## Fotosfera solară
Fotosfera este stratul cel mai adânc al atmosferei solare, dar este și cel mai subțire, având doar câteva sute de kilometri grosime și o temperatură de 6000 K care crește de la exterior spre interior.
Fotosfera delimitează globul solar care arată ca o sferă luminoasă.
Baza atmosferei solare o formează fotosfera - un strat subțire de gaz (circa 300–400 km), dar care reprezintă și stratul cel mai adânc din atmosfera solară care poate fi observat. Prin fotosferă se emană fluxul total de energie, cu alte cuvinte luminozitatea soarelui Lʘ. Fenomenele solare care apar în fotosferă sunt petele și faculele.
Privită cu atenție prin telescop fotosfera nu apare ca o suprafață perfect strălucitoare, ci ca un mozaic format din piese mici de forme diferite, cu dimensiuni între 200 și 2000 km. Durata de viață a fiecărei celule de mozaic este de 5–10 minute, așadar avem de-a face cu un mozaic în continuă mișcare. Aspectul granular al fotosferei a fost comparat cu o fiertură din orez. Granulația solară, cum se numește această rețea de celule luminoase ale fotosferei, este o manifestare a zonei convective de sub fotosferă. În această zonă energia calorică este transportată prin convecție și transformată în energie mecanică. Volume mai mici de gaze (celule convective) se ridică și apar la suprafață în fotosferă ca niște granule luminoase; risipindu-și energia în fotosferă, răcindu-se gazul coboară din nou, lăsând locul altor celule fierbinți să se ridice. Ca rezultat al acestei continue mișcări în sus și jos a celulelor apare rețeaua de mozaic formată din elemente separate de spații întunecate.

## Petele solare și faculele
Petele solare și faculele sunt formații fotosferice în continuă evoluție. Petele apar în urma unei erupții neregulate, apoi se rotunjesc, fiind înconjurate de penumbră, cu diametrul între 1.000 - 100.000 km. Adesea petele formează grupuri care se transformă în perechi de pete până dispar. Formarea petelor se atribuie unor fenomene legate de câmpurile magnetice și rotația diferențiată a Soarelui. În urma câmpurilor magnetice, temperatura petelor este mai mică decât cea a fotosferei (deoarece câmpurile magnetice intense se opun transportului energiei spre exterior). Petele dispar după cca. trei săptămâni terestre. Fenomenul cel mai important este periodicitatea numărului petelor, având perioada medie de 11 ani. Petele sunt înzestrate cu un câmp magnetic puternic.
Faculele sunt mai numeroase în jurul petelor, formând cu acestea regiuni active. Aria ocupată de facule este de 2,5 ori mai mare decât aria ocupată de petele solare. Au o viată mai lungă decât cea a petelor, dar mențin aceeași perioadă de 11 ani.